# Индекс автомобильных номеров Норвегии
Автомобильные регистрационные знаки в Норвегии выдаются Министерством транспорта и связи Норвегии. Как и в большинстве стран, номерной знак является юридическим документом, обозначающим идентификацию автомобиля и разрешающим его использование, и по окончании эксплуатации автомобиля или другого транспортного средства должен быть возвращён в орган, уполномоченный на их регистрацию.
Нынешняя комбинация автомобильных номеров (две буквы, за которыми следуют четыре или пять цифр, в зависимости от места регистрации автомобиля) была введена в 1971 году. Современный дизайн автомобильных номеров появился в 2002 году, когда норвежские власти приняли решение о смене старого дизайна с целью стандартизации ширины каждого символа, изображенном на автомобильном номере. Новый дизайн автомобильных номеров сразу вызвал нарекания у общественности из-за проблем с различимостью на номерах букв «A» и «R». В 2006 году в целях улучшения читаемости символов на автомобильных номерах шрифт был снова изменен, и слева появился стикер синего цвета с изображением норвежского флага и автомобильным кодом страны «N». С 2009 года автомобильные номера стали производиться из пластика на заводе в Тёнсберге. Но, начиная с 2012 года, автомобильные номера вновь стали производиться из алюминия.

## История
.
.
.
С 1 апреля 1900 года по 31 марта 1913 года в Норвегии выдавались номерные знаки, на которых были белые цифры на чëрном фоне, а также название провинции/города, в котором было зарегистрировано транспортное средство. На сохранившихся транспортных средствах того времени, которых в Норвегии осталось совсем мало, могут находиться номерные знаки данного стандарта. 
С 1 апреля 1913 года по 31 марта 1971 года на норвежских автомобильных номерных знаках использовалась только одна буква, обозначавшая место регистрации транспортного средства. С 1958 года в Осло использовалась дополнительная серия из 6 цифр в формате "ЦЦ-ЦЦ-ЦЦ". На автомобилях старше 1971 года выпуска могут использоваться однобуквенные номерные знаки по выбору нынешних владельцев, хотя и в пределах существующих буквенных кодов и 3-6 цифр, или 6 цифр без букв. После выбора комбинации данные номерные знаки можно использовать на последующих транспортных средствах владельца. Обычной практикой является использование самых ранних известных или доступных однобуквенных номерных знаков, которые были изначально получены при регистрации автомобиля.

## Современные типы регистрационных знаков
Регистрационные знаки транспортных средств в современной Норвегии имеют несколько типов, каждый из которых соответствует тому или иному типу транспорта:

### Тип А (чёрные символы на белом фоне)
Данный тип номеров выдаётся на легковые, грузовые автомобили и автобусы. Они показывают, что данное транспортное средство облагается налогом и имеет право на передвижение по дорогам общего пользования. Данные таблички имеются на большинстве транспортных средств в Норвегии.
| DA 12345 |

### Тип В (жёлтые символы на чёрном фоне)
Данные номера выдаются на те транспортные средства, которые являются пригодными для эксплуатации, но не используются на дорогах общего пользования. Сюда входят лесозаготовительная и горнодобывающая техника, снегоходы, транспортные средства, используемые в аэропортах и в морских портах. Такие транспортные средства не облагаются налогом. Номера данного типа используются на автомобилях, зарегистрированных на Шпицбергене, поскольку там нет дорог общего пользования.
| DJ 457653 |

### Тип С (белые символы на чёрном фоне)
Данный тип номеров выдаётся на автомобили, участвующих в ралли и других автомобильных соревнованиях. Транспортное средство с такими номерами может на законных основаниях перемещаться по дорогам общего пользования на тест-драйвы и соревнованиям и обратно, если имеется следующий пакет документов: лицензия NMF, справка местного автоклуба о времени тренировок, страховое свидетельство и квитанция об оплате налога на автомобиль, который не распространяется на новые автомобили, ввезённые из-за рубежа.
| AA 12345 |

### Тип D (чёрные символы на оранжевом фоне)
Данный тип регистрационных знаков выдаётся на легковые и грузовые автомобили, автобусы, находящиеся в собственности Вооруженных сил Норвегии. Существует подтип регистрационных знаков (красные буквы на оранжевом фоне), которые устанавливаются на военную технику
| 12345 |

### Тип Е (чёрные символы на зелёном фоне)
Данный тип регистрационных знаков выдаётся на легковые автомобили, микроавтобусы и фургоны, облагаемые транспортным налогом и допущенные к движению по дорогам общего пользования, оснащенных только одним рядом сидений (включая водителя) и с достаточным внутренним объемом багажа (минимальный размер — длина 140 см, ширина 90 см и высота 105 см). Эта категория в первую очередь предназначена для торговцев, курьеров и т. д., Нет никаких ограничений на то, кто может владеть или управлять таким транспортным средством, хотя данные номера выдаются на автомобили, как правило, управляемые торговцами или курьерами. Транспортные средства с данными видами номеров облагаются меньшим размером налога, чем автомобили с номерами типа «А» (чёрные буквы на белом фоне).
| AA 12345 |

### Тип F (жёлтые символы на голубом фоне)
Данные номера устанавливаются на служебные автомобили, используемые для передвижения иностранными посольствами и консульскими службами. На данных номерах имеется код CD. Первые две цифры на данном номере обозначают страну, к дипломатической миссии которой принадлежит автомобиль. Данные автомобили не облагаются налогами.
| CD 12345 |

| CD 1234 |

### Тип G (белые символы на красном фоне)
Данные номера используются на автомобилях, выставленных на продажу в автосалонах и используются с момента его покупки до регистрации или во время тест-драйва. Прикрепление того или иного номера к автомобилю осуществляется непосредственно автосалоном.
| DA 12 |

С середины 2015 года используется новый формат данных номеров, которые начинаются с комбинации «ААА10». Прикрепление автономеров осуществляется в специально организованном порядке.
| ABC 12 |

Дилерские центры по продаже прицепов используют данные номера, заканчивающиеся на букву «Т».
| DA 12T |

| ABC 12T |

### Тип Н (чёрные символы на красном фоне)
Данные номера используются в случае эксплуатации незарегистрированных, но пригодных для этого транспортных средств. За использование подобного номера владелец должен платить специальный сбор в размере 310 норвежских крон в день. Дата выдачи данного номера находится справа.
| DA123 |

### Тип I (красные символы на оранжевом фоне)
Данные номера используются на транспортных средствах, которые проходят испытания в Вооруженных силах Норвегии, состоящие из двух или трёх букв с индексом FMU или TU, за которыми следуют три цифры, начинающиеся с нуля. Иногда используется индекс FU для автомобилей, экспонирующихся в Музее Вооруженных сил Норвегии. Иногда данные номера начинаются на букву Т или U, которые обозначают, что данная машина находится в процессе разработки и тестирования.
| T-U 001 |

| FMU 001 |

### Тип J (черные символы на белом фоне с красными стикерами по бокам, на которых изображены белые символы
Данные номера выдаются тем, кто въезжает в Норвегию на постоянной основе или в качестве туриста. Состоят из пяти цифр. На левой стороне изображён месяц, на правой - год окончания действия данного номера, после чего данный номерной знак нужно поменять на номерной знак типа «А».
| 00 | 12345 | 00 |

### Индивидуальные автомобильные номера
Начиная с 2017 года, в Норвегии можно подавать заявки на автомобильные номера индивидуального образца с любой комбинацией от двух до семи букв и цифр, за исключением случаев, когда используются оскорбительные слова или фразы, а также названия зарегистрированных в Норвегии товарных знаков. При соблюдении этих условий и после уплаты сбора в размере 9 000 норвежских крон автовладельцу предоставляется исключительное право использовать данный регистрационный номер на любом транспортном средстве класса А или Е, принадлежащем ему, в течение десяти лет.
| N | PERSONA |

| N | PS |

## Изготовление номерных знаков
В Норвегии изготовление номерных знаков строго контролируется властями. Номерные знаки предоставляются после принятия заявления о регистрации транспортного средства. В случае кражи номерных знаков новые выдаваться не будут до завершения полицейского расследования. Номерные знаки всех типов, за исключением некоторых номерных знаков типа F, ранее изготавливались из алюминия. В период с 1 января 2009 года по 31 декабря 2011 года автомобильные номера изготавливались из пластика, что делало их немного толще старых алюминиевых (требовались более толстые держатели для номеров), которые были намного дешевле. Поверх слоя с надписью на них был нанесен прозрачный пластиковый слой, который был особенно подвержен разрушению, особенно при ударе в холодную погоду (например, при наезде на прицеп другого автомобиля). Это, в дополнение к более высоким затратам на переработку пластика по сравнению с алюминием, привело к прекращению производства пластиковых пластин с 1 января 2012 года.

## Интересные факты
В Норвегии не существует какой-либо конкретной системы кодировки или типа регистрационных знаков для обозначения специальных транспортных средств, таких как полиция, такси, скорая помощь и другие виды.
Чаще всего буквы на автомобильном номере обозначают не только город, но и район, в котором автомобиль был впервые зарегистрирован. Например, в Ставангере используются такие автомобильные коды, как RE, RH и RJ. В случае переезда владельца автомобиля в другой район или город, а также при продаже автомобиля регистрационный номер автомобиля или другого транспортного средства остаётся неизменным.
Комбинация цифр на автомобильном номере зависит от номера шасси транспортного средства (часто выбитому на боковой стороне кузова, или на табличке внутри двигателя (старые автомобили), или в нижнем углу ветрового стекла (новые автомобили)), когда оно впервые ввозится в Норвегию. При выдаче номера обычно обращается внимание на последние пять цифр номера шасси. Кроме того, регистрационные номера обычно присваиваются автомобилям, ввозимым в Норвегию партиями, по порядку, вне зависимости от номера шасси. В случае кражи автономеров или их утери автовладелец может получить новые номера, комбинация цифр на которых будет отличаться от той, которая была на предыдущих. 
В настоящее время в Бергене выдаются автомобильные номера с кодом SV, который совпадает с первыми буквами названия на норвежском языке Социалистической левой партии Норвегии, из-за чего жители города, не согласные с её политическими взглядами, регистрируют свои автомобили в других городах страны.